# Osamu Hirose
Osamu Hirose (広瀬 治, Hirose Osamu) est un footballeur japonais né le 6 juin 1965 à Saitama. Il était milieu de terrain.